# Vrelo (Pantelej)
Vrelo (em cirílico: Врело) é uma vila da Sérvia localizada no município de Pantelej, pertencente ao distrito de Nišava, na região de Ponišavlje. A sua população era de 224 habitantes segundo o censo de 2011.

## Demografia
| 1948 | 1953 | 1961 | 1971 | 1981 | 1991 | 2002 | 2011 |
| ---- | ---- | ---- | ---- | ---- | ---- | ---- | ---- |
| 416  | 456  | 439  | 400  | 314  | 288  | 287  | 224  |